# Koki Narita
Koki Narita (japanisch 成田 光希; * 2. April 1994 in Hamamatsu, Präfektur Shizuoka) ist ein japanischer Fußballspieler.

## Karriere
Koki Narita erlernte das Fußballspielen in der Schulmannschaft der Hamamatsu Kaiseikan High School sowie in der Universitätsmannschaft der Yokkaichi University. Seinen ersten Vertrag unterschrieb er am 1. August 2015 in Deutschland beim 1. FC Bruchsal. Der Verein aus Bruchsal spielte in der Verbandsliga Nordbaden. Für Bruchsal absolvierte er zehn Spiele. Wo er von 2016 bis 2018 gespielt hat, ist unbekannt. Im Januar 2019 nahm ihn der thailändische Drittligist Kamphaengphet FC unter Vertrag. Der Verein aus Kamphaeng Phet spielte in der Upper-Region der dritten Liga. Nach der Hinrunde wechselte er zum Viertligisten Uttaradit FC. Mit dem Klub aus Uttaradit wurde er am Ende der Saison Meister der Northern Region der vierten Liga. Im Januar 2020 verpflichtete ihn der ebenfalls in der vierten Liga spielende Phitsanulok FC aus Phitsanulok. Nachdem sein Vertrag Ende November 2020 nicht verlängert worden war, war er von Dezember 2020 bis Mitte Mai 2021 vertrags- und vereinslos. Am 18. Mai 2021 nahm ihn der Zweitligist Khon Kaen FC unter Vertrag. Sein Zweitligadebüt für den Verein aus Khon Kaen gab Koki Narita am 5. September (1. Spieltag) im Heimspiel gegen den Customs Ladkrabang United FC. Hier wurde er in der 56. Minute für Jakkrit Jitsabay eingewechselt. Für Khon Kaen absolvierte er 13 Zweitligaspiele. Nach der Hinrunde 2021/22 wurde sein Vertrag aufgelöst. Im März 2022 zog es ihn nach Taiwan. Hier unterschrieb er in Taichung einen Vertrag beim Taichung Futuro FC. Mit dem Verein spielte er in der ersten Liga, der Taiwan Football Premier League. Doch schon Ende des Jahres kehrte er wieder nach Thailand zurück und schloss sich dem Zweitligisten Raj-Pracha FC an. Am Ende musste er mit dem Verein aus Bangkok in die dritte Liga absteigen. Für den Hauptstadtverein bestritt er zwölf Ligaspiele. Nach dem Abstieg wurde sein Vertrag aufgelöst. Im Dezember 2023 verpflichtete ihn der Drittligist Maejo United FC. Mit dem Klub aus Chiangmai spielt er in der Northern Region der Liga. Am Ende der Saison 2023/24 wurde er mit dem Verein Vizemeister der Region. In den Aufstiegsspielen zur zweiten Liga konnte man sich jedoch nicht durchsetzen. Im Sommer 2024 verließ er Thailand. In Bhutan schloss er sich im Juli 2024 dem Erstligisten Paro FC an.

## Erfolge
Uttaradit FC
- Thai League 4 – North: 2019